# Vyšný Koropec
Vyšný Koropec, také Koropic (ukrajinsky Верхній Коропець, maďarsky Felsőkerepec), je obec v mukačevském okrese Zakarpatské oblasti Ukrajiny. V roce 2025 zde žilo 1362 obyvatel.

## Části obce:
- Bukovinka
  - Jurkovo
- Kučava
- Kuštanovice[2]

## Historie
Obec byla poprvé zmíněna v písemných pramenech ze 14. století. Ve 14. století patřila obec k Mukačevskému hradu. Moderní vesnice byla postavena Erwinem Schönbornem (s osadníky z Německa) v roce 1730. Do uzavření Trianonské smlouvy byla obec součástí Uherska, poté (pod názvem Koropic) byla součástí Československa. V roce1921 zde stálo 69 domů a žilo zde 502 obyvatel, z toho 3 Čechoslováci, 129 Rusínů, 22 Maďarů, 10 Židů a 334 Němců. Za první republiky zde byl obecní notariát a četnická stanice. Od roku 1945 byla obec součástí Ukrajinské sovětské socialistické republiky, která byla jednou ze svazových republik Sovětského svazu, nakonec od roku 1991 je součástí samostatné Ukrajiny.

## Vesnická komunita (hromada)
V obci sídlí rada vyšnokoropecké vesnické komunity, do které patří tato sídla: Vyšný Koropec, Bukovinka, Kučava, Kuštanovice, Zubivka, Sofija, Lalovo, Berezinka, Stanovo, Handerovycja, Jabluniv a Novoselycja.
Vyšnokoropecká vesnická komunita vznikla 1. června 2020, má rozlohu 83,3 km2, v roce 2020 zde žilo 7296 osob.

## Rodáci
- Josef Kleibl (1931–2022), rozhlasový redaktor, autor, publicista, popularizátor vědy, zakladatel pořadu Meteor
- Valerij Heletej (* 1967), ukrajinský generálplukovník, v roce 2014 ministr obrany Ukrajiny v první vládě Arsenije Jaceňuka